# Mont des Poilus
Le mont des Poilus est une montagne située dans les Rocheuses canadiennes en Colombie-Britannique. Il est localisé dans les monts Waputik et à la limite septentrionale du parc national de Yoho.
Le sommet a été nommé le 31 mars 1919 par la commission de toponymie du Canada dans le but de commémorer l'héroïsme des soldats français qui ont combattu lors de la Première Guerre mondiale, lesquels étaient surnommés « poilus ».